# Milwaukee Bucks 2001-2002
La stagione 2001-02 dei Milwaukee Bucks fu la 34ª nella NBA per la franchigia.
I Milwaukee Bucks arrivarono quinti nella Central Division della Eastern Conference con un record di 41-41, non qualificandosi per i play-off.

## Roster
| N° | Naz.                   | Ruolo | Sportivo       | Anno | Alt. | Peso |
| -- | ---------------------- | ----- | -------------- | ---- | ---- | ---- |
| 5  | Stati Uniti (bandiera) | A     | Tim Thomas     | 1977 | 208  | 104  |
| 6  | Stati Uniti (bandiera) | C     | Joel Przybilla | 1979 | 216  | 118  |
| 10 | Stati Uniti (bandiera) | G     | Sam Cassell    | 1969 | 191  | 84   |
| 11 | Stati Uniti (bandiera) | G     | Rafer Alston   | 1976 | 188  | 78   |
| 13 | Stati Uniti (bandiera) | A     | Glenn Robinson | 1973 | 201  | 102  |
| 17 | Stati Uniti (bandiera) | A     | Anthony Mason  | 1966 | 201  | 113  |
| 21 | Stati Uniti (bandiera) | A     | Darvin Ham     | 1973 | 201  | 100  |
| 22 | Stati Uniti (bandiera) | G     | Michael Redd   | 1979 | 198  | 100  |
| 34 | Stati Uniti (bandiera) | G     | Ray Allen      | 1975 | 196  | 93   |
| 35 | Stati Uniti (bandiera) | A     | Jason Caffey   | 1973 | 203  | 116  |
| 40 | Stati Uniti (bandiera) | C     | Ervin Johnson  | 1967 | 211  | 111  |
| 41 | Stati Uniti (bandiera) | A     | Mark Pope      | 1972 | 208  | 107  |
| 44 | Stati Uniti (bandiera) | AC    | Greg Foster    | 1968 | 211  | 109  |
| 50 | Stati Uniti (bandiera) | G     | Greg Anthony   | 1967 | 183  | 80   |

## Staff tecnico
- Allenatore: George Karl
- Vice-allenatori: Terry Stotts, Ron Adams, Mike Thibault, Don Newman, Mike McNieve